# X-Smiles
X-Smiles est un navigateur XML expérimental écrit en Java. Il est publié sous une licence libre similaire à celle d’Apache HTTP Server ce qui lui permet d’être utilisé aussi bien dans d’autres projets open source que dans des applications commerciales.

## Technique

### Spécifications supportées
X-Smiles prend en charge plusieurs spécifications liées à XML telles que
- SMIL 2.0 Basic (partiellement implémenté)
- SVG (benutzt CSIRIO)
- XHTML 2.0 (partiellement implémenté)
- XML Parsing (JAXP)
- XForms 2.0
- CSS
- CSS par XML
- XSL (partiellement implémenté)
- X3D.

### Autres fonctionnalités
- Visioconférence utilisant SIP (partiellement implémenté)
- XML Authentification
- XML Events
- ECMAScript (JavaScript)